# Karin Boye
Karin Maria Boye (1900. október 26. – Alingsås, 1941. április 24.)  svéd költő és regényíró. Svédországban költőként is elismert, de nemzetközileg leginkább a Kallocain (1940) című disztópikus sci-fi regényéről ismert.

## Életrajza

### Fiatalkora
Boye a svédországi Göteborgban született jómódú családban. 1909-ben költözött családjával Stockholmba, ahol végül egy Huddinge-i házban telepedtek le. Stockholmban az Åhlinska iskolában tanult 1920-ig. Ezután a Södra seminariet, egy tanárképző programban vett részt, hogy tanítónő lehessen. 1921 és 1926 között az Uppsalai Egyetemen tanult, és 1922-ben debütált a "Felhők" (svédül: Moln) című versgyűjteménnyel. Uppsalai évei alatt és 1930-ig Boye tagja volt a svéd Clarté Ligának, egy erősen antifasiszta szocialista csoportnak, valamint a Nya Idun nevű női szervezetnek.

### Irodalmi karrier
1931-ben Boye Erik Mestertonnal és Josef Riwkinnel együtt megalapította a Spektrum című költészeti folyóiratot, megismertetve a svéd olvasókkal T. S. Eliotot és a szürrealistákat. Eliot számos művét lefordította svédre; ő és Mesterton fordították le a A puszta országot
Boye talán leginkább verseiről híres, amelyek közül a legismertebbek: „Igen, persze, hogy fáj” (svédül: Ja visst gör det ont) és a „Mozgásban” (I rörelse) az 1927-es „A tűzhelyek” (Härdarna) és az 1935-ös „A fa kedvéért” (För trädets skull) című versgyűjteményekből. 1931-től 1941-ben bekövetkezett haláláig tagja volt a svéd Samfundet De Nio (A Kilencek Társasága) irodalmi intézménynek is.
1931-es Astarte című regénye a polgári kultúra kritikája volt, és elnyerte az északi regénydíjat. Krízis című regénye (Kris) a vallási válságát és leszbikusságát ábrázolja. A „Merit felébred” (Merit vaknar) és a „Túl kevés” (För lite) című regényeiben a férfi és női szerepjátékot vizsgálja.
Svédországon kívül talán legismertebb műve a Kallocain című regénye. A nácizmus térnyerése idején Németországban tett látogatásai által inspirált mű egy disztópikus társadalom ábrázolása George Orwell 1984 és Aldous Huxley Szép új világa nyomán (bár majdnem egy évtizeddel Orwell főműve előtt íródott). A regényben egy Leo Kall nevű idealista tudós feltalálja a Kallocain-t, egyfajta igazságszérumot. A regényt 1981-ben Svédországban filmre vitték, és ez volt a fő előzménye az Equilibrium című filmnek.

### Later life

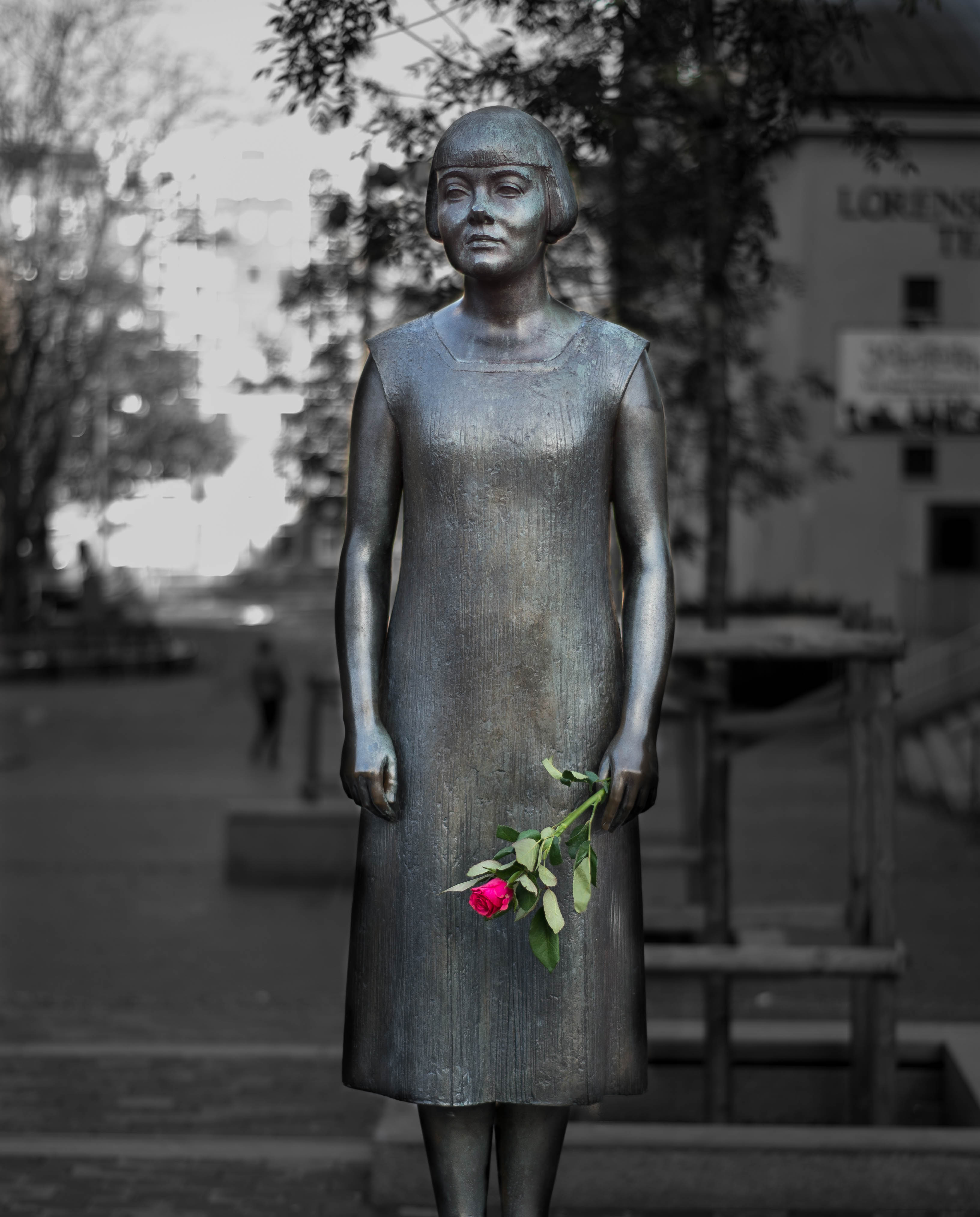
Boye szobra a göteborgi városi könyvtár (Kungsportsavenyn sugárút) előtt.

1929 és 1932 között Boye egy másik Clarté-tag, Leif Björck felesége volt. A házasság nyilvánvalóan levendulaházasság volt. 1932-ben, miután elvált a férjétől, leszbikus kapcsolatot folytatott Gunnel Bergströmmel, aki Boye miatt elhagyta férjét, a költő Gunnar Ekelöföt. Egy depressziós rohamot követően Stockholmból Berlinbe távozott, ahol pszichoanalízisnek vetette alá magát, és megerősítette homoszexualitását. 1932-1933-as berlini tartózkodása alatt ismerkedett meg Margot Hanellel (1912. április 7. – 1941. május 30.), akivel élete végéig együtt élt, és akit „feleségeként” emlegetett.
Mivel lemondott a Spektrum szerkesztői posztjáról, fordításokból és hetilapok számára írt novellákból élt. 1936-1938 között Boye tanárként dolgozott a viggbyholmi iskolában, de depressziós időszakok és öngyilkossági kísérletek gyötörték.
Boye 1941. április 23-án öngyilkosság lett. Túladagolta az altatót. A göteborgi regionális levéltárban található rendőrségi jelentés szerint április 27-én találta meg egy sétálni induló gazda egy sziklára kuporodva egy Alingsåstól északra, a Bolltorpsvägen közelében lévő, kilátást nyújtó dombon. A szikla ma egy emlékkő. Margot Hanel nem sokkal később öngyilkosság áldozata lett.

## Öröksége
Karin Boye két nagyon különböző sírfeliratot kapott. A legismertebb Hjalmar Gullberg „Halott amazon” (Död amazon) című verse, melyben „Nagyon sötét és nagy szemű”. A másik verset közeli barátja, Ebbe Linde írta, címe: „Halott barát” (Död kamrat). Itt nem hősies amazonként, hanem hétköznapi emberként ábrázolják, aki kicsi és szürke a halálban, megszabadulva a harcoktól és a fájdalomtól.
Boye egyben Harry Martinson 1956-os Aniara című verse Isagel karakterének mintája is. Boye-t és Martinsont szoros barátság fűzte össze az 1930-as években.
1983-ban létrehoztak egy irodalmi egyesületet, amely a munkásságának szentelte magát, hogy életben tartsa művét, és új olvasókkal ismertesse meg. 2004-ben az Uppsalai Egyetem könyvtárának egyik fiókját az ő tiszteletére nevezték el.

## Művei

### Regények
- Astarte 1931
- Merit vaknar 1933
- Kris 1934
- För lite 1936
- Kallocain(wd), 1940
  - Kallocain. Tudományos fantasztikus regény – Kozmosz Könyvek, Budapest, 1978 · ISBN 9632112474 · Fordította: Tótfalusi István, életrajz: Kuczka Péter

### Versgyűjtemények
- Moln 1922
- Gömda land 1924
- Härdarna 1927
- För trädets skull 1935
- De sju dödssynderna 1941 (not completed, posthumously published)
- Complete Poems in English translation by David McDuff, Bloodaxe Books, 1994 ISBN 9781852241094

## Fordítás
- Ez a szócikk részben vagy egészben  a   Karin Boye című angol Wikipédia-szócikk fordításán alapul.  Az eredeti cikk szerkesztőit annak laptörténete sorolja fel. Ez a jelzés csupán a megfogalmazás eredetét és a szerzői jogokat jelzi, nem szolgál a cikkben szereplő információk forrásmegjelöléseként.